# تحفة المودود بأحكام المولود
تحفة المودود بأحكام المولود هو كتاب للشيخ ابن قيم الجوزية المتوفى عام 751 هـ.

## نبذة تعريفية
قال ابن القيم رحمه الله في المقدمة:«وهذا كتاب قصدنا فيه ذكر أحكام المولود المتعلقة به بعد ولادته ما دام صغيرا من عقيقته وأحكامها وحلق رأسه وتسميته وختانه وبوله وثقب أذنه وأحكام تربيته وأطواره من حين كونه نطفة إلى مستقره في الجنة أو النار فجاء كتابا نافعا في معناه مشتملا من الفوائد على ما لا يكاد يوجد بسواه من نكت بديعة من التفسير وأحاديث تدعو الحاجة إلى معرفتها وعللها والجمع بين مختلفها ومسائل فقهية لا يكاد الطالب يظفر بها وفوائد حكمية تشتد الحاجة إلى العلم بها فهو كتاب ممتع لقارئه معجب للناظر فيه يصلح للمعاش والمعاد ويحتاج إلى مضمونه كل من وهب له شيء من الأولاد ومن الله أستمد السداد وأسأله التوفيق لسبل الرشاد انه كريم جواد وسميته تحفة المودود بأحكام المولود»
وكان سبب تأليف ابن القيم لهذا الكتاب هو أن ابنه برهان الدين رزق مولودا ولم يكن عند ابن القيم في ذلك الوقت مايقدمه لولده من متاع الدنيا فصنف هذا الكتاب وأعطاه إياه.

## منهج المؤلف في الكتاب
سلك المؤلف عدة مناهج في تأليف وعرض مسائل الكتاب، منها:
المنهج الوصفي: يستند فيه إلى التحليل باستقراء الجزئيات وتصنيفها وترتيبها، مع التوثق والتأكد من صحة نسبة الأقوال لقائليها، ومناقشتها وشرحها. مثل الاستوثاق من بعض الأحاديث التي رويت عن الأوزاعي. ومثل السنن التي ذكرها من ولادة ولد لأبي رافع.
المنهج الاستنباطي: وفيه يستند على القواعد الأصولية والفقهية واللغوية، فيأخذ بالجزئيات وينطلق منها لمعرفة أجوبة مسائل أخرى. ومن ذلك قوله في الختان استنادًا إلى الآية الكريمة ﴿قُلْ صَدَقَ اللَّهُ فَاتَّبِعُوا مِلَّةَ إِبْرَاهِيمَ حَنِيفًا وَمَا كَانَ مِنَ الْمُشْرِكِينَ ۝٩٥﴾ [آل عمران:95]. لفعل إبراهيم عليه السلام له.
المنهج المقارن: ففيه يقارن بين الأقوال والآراء التي بين يديه، ويرى دعائم قوتها، وإلى ماذا تستند، ويرجح ما يراه الأصح منها تبعًا لذلك. وذلك مثل الحديث عن الصلاة على الطفل، بذكر الأحاديث التي تذكر صلاة رسول الله ﷺ على ولده إبراهيم، والأحاديث التي تذكر عدم صلاته عليه.
الانتقال من الحكم الأصل، إلى أحكام فرعية مستندًا لمنهجه الاستنباطي، وكذلك قد يخرج بعد ذلك بفوائد تربوية منها.
الاستشهاد بآيات من القرآن الكريم وبأحاديث النبي ﷺ لدعم ما يكتبه، من صحةٍ وقوة. وقد استشهد من ذلك بالكثير، منها قوله تعالى: ﴿وَالْوَالِدَاتُ يُرْضِعْنَ أَوْلَادَهُنَّ حَوْلَيْنِ كَامِلَيْنِ لِمَنْ أَرَادَ أَنْ يُتِمَّ الرَّضَاعَةَ وَعَلَى الْمَوْلُودِ لَهُ رِزْقُهُنَّ وَكِسْوَتُهُنَّ بِالْمَعْرُوفِ لَا تُكَلَّفُ نَفْسٌ إِلَّا وُسْعَهَا لَا تُضَارَّ وَالِدَةٌ بِوَلَدِهَا وَلَا مَوْلُودٌ لَهُ بِوَلَدِهِ وَعَلَى الْوَارِثِ مِثْلُ ذَلِكَ فَإِنْ أَرَادَا فِصَالًا عَنْ تَرَاضٍ مِنْهُمَا وَتَشَاوُرٍ فَلَا جُنَاحَ عَلَيْهِمَا وَإِنْ أَرَدْتُمْ أَنْ تَسْتَرْضِعُوا أَوْلَادَكُمْ فَلَا جُنَاحَ عَلَيْكُمْ إِذَا سَلَّمْتُمْ مَا آتَيْتُمْ بِالْمَعْرُوفِ وَاتَّقُوا اللَّهَ وَاعْلَمُوا أَنَّ اللَّهَ بِمَا تَعْمَلُونَ بَصِيرٌ ۝٢٣٣﴾ [البقرة:233]. وآيات خلق الجنين، وآيات ذم شعور السوء بعد ولادة الأنثى، وغير ذلك الكثير.
الاستعانة بالآثار المروية والإجماع والقياس لإظهار الحكم في المسألة المطروحة. حتى أنه يرى أقوال الصحابة حجة يُعمل بها. وأنَّ الأئمة الأربعة صرحوا بهذا، وأنَّ الشافعي جعل مخالفتها بدعة. وضرب في ذلك بقولٍ لابن عباس  حول الختان.
إدراج تعليل الحكم عند الحاجة لذلك. ومن ذلك ذكره لخمسة عشر وجهًا وعلة لوجوب الختان عند الحديث عن اختلاف العلماء عليه.
تقديم النصائح والحض على زرع الصلاح، فعقد فصولًا حول تأديب الأبناء، والعدل بينهم، حتى في القُبَل، وكذلك الاعتناء بأخلاقهم، وغير ذلك.
عدم التعصب لمذهبه الحنبلي رغم التزامه به. فيعرض الآراء والأقوال بحيادية بعيدًا عن التعصب.
الاستطراد في الكتاب. وهو أمرٌ هام في الكتب التربوية. فمثلًا بعد استطراده في فصل تسمية المولود ذكر جملة: (وهذا فصلٌ معترض يتعلق بوقت تسمية المولود، ذكرناه استطرادًا، فلنرجع إلى مقصود الباب).

## مضمون الكتاب
ذكر ابن القيم أنَّه جعل كتابه على 17 بابًا، وعددها في بدايته، وهي:
الباب الأول: في استحباب طلب الأولاد.
الباب الثاني: في كراهة تسخط ما وهب الله له من البنات.
الباب الثالث: في استحباب بشارة من ولد له ولدٌ وتهنئته.
الباب الرابع: في استحباب الأذان والإقامة في أذنه.
الباب الخامس: في استحباب تحنيكه.
الباب السادس: في العقيقة عنه، وأحكامها، وذكر الاختلاف في وجوبها، وحجة الطائفتين.
الباب السابع: في حلق رأسه والتصدق بزنة شعره.
الباب الثامن: في ذكر تسميته، ووقتها وأحكامها.
الباب التاسع: في ختان المولود وأحكامه.
الباب العاشر: في ثقب أذن الذكر والأنثى، وحكمه.
الباب الحادي عشر: في حكم بول الغلام والجارية قبل أكلهما الطعام.
الباب الثاني عشر: في حكم ريق الرضيع ولعابه، وهل هو طاهر أو نجس، لأنه لا يُغسل فمه مع كثرة قيئه.
الباب الثالث عشر: في جواز حمل الأطفال في الصلاة وإن لم تُعلم حال ثيابهم.
الباب الرابع عشر: في استحباب تقبيل الأطفال.
الباب الخامس عشر: في وجوب تأديب الأولاد، وتعليمهم، والعدل بينهم.
الباب السادس عشر: في ذكر فصولٍ نافعة في تربية الأطفال.
الباب السابع عشر: في أطوار الطفل من حين كونه نطفة إلى وقت دخول الجنة أو النار.